# Städet
Städet (latin: incus) är ett ben i örat som medverkar till att förstärka ljudet och är tillsammans med hammaren och stigbygeln ett av örats tre hörselben, vilka finns i mellanörat.
Det är bara däggdjur, som har hammaren och städet, övriga högre djur har endast stigbygeln.